# HD 20809
HD 20809，又名BD+48 899，SAO 38768、HR 1011，是一颗恒星，视星等为5.29，位于銀經146.78，銀緯-6.5，其B1900.0坐标为赤經3h 16m 7.8s，赤緯+48° -6.5′ 20″。